# 勒塔特尔戈德朗
勒塔特尔戈德朗（法語：Le Tartre-Gaudran，法語發音：[lə taʁtʁ ɡodʁɑ̃]）是法国伊夫林省的一个市镇，属于芒特拉若利区。勒塔特尔戈德朗是伊夫林省人口最少的市镇，2022年1月1日时的人口数量为37人。

## 地理
勒塔特尔戈德朗（48°41'57"N, 1°35'43"E）面积4.28 平方千米，位于法国法蘭西島大區伊夫林省，该省份为法国北部内陆省份，北起瓦兹河谷省，西接厄尔省，西南接厄尔-卢瓦省，东南接埃松省，东临上塞纳省。
与勒塔特尔戈德朗接壤的市镇（或旧市镇、城区）包括：法沃罗勒、莱潘蒂耶尔、拉布瓦西耶尔-埃科勒、格朗尚、拉欧特维尔。
勒塔特尔戈德朗的时区为UTC+01:00、UTC+02:00（夏令时）。

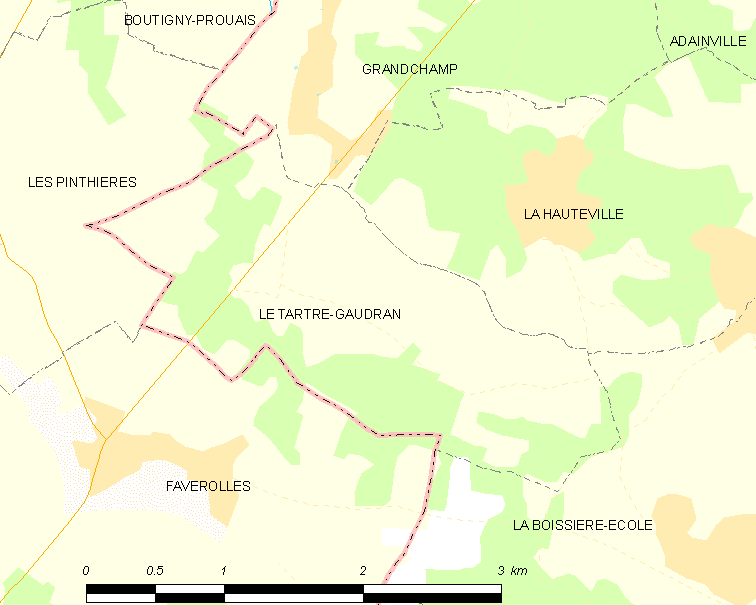
勒塔特尔戈德朗的OSM定位图

## 行政
勒塔特尔戈德朗的邮政编码为78113，INSEE市镇编码为78606。

## 政治
勒塔特尔戈德朗所属的省级选区为塞纳河畔博尼耶尔县。

## 人口

1962-2008年间勒塔特尔戈德朗人口变化图示

勒塔特尔戈德朗于2022年1月1日时的人口数量为37人。